# نوتریک
نوتریک (انگلیسی: Neutrik) شرکت الکترونیک لیختن‌اشتاینی است، که در سال ۱۹۷۵ تأسیس شد.